# Eugnoriste occidentalis
Eugnoriste occidentalis är en tvåvingeart som beskrevs av Daniel William Coquillett 1896. Eugnoriste occidentalis ingår i släktet Eugnoriste och familjen sorgmyggor. Inga underarter finns listade i Catalogue of Life.